# Pierre Jeannin
Pour les articles homonymes, voir Jeannin.

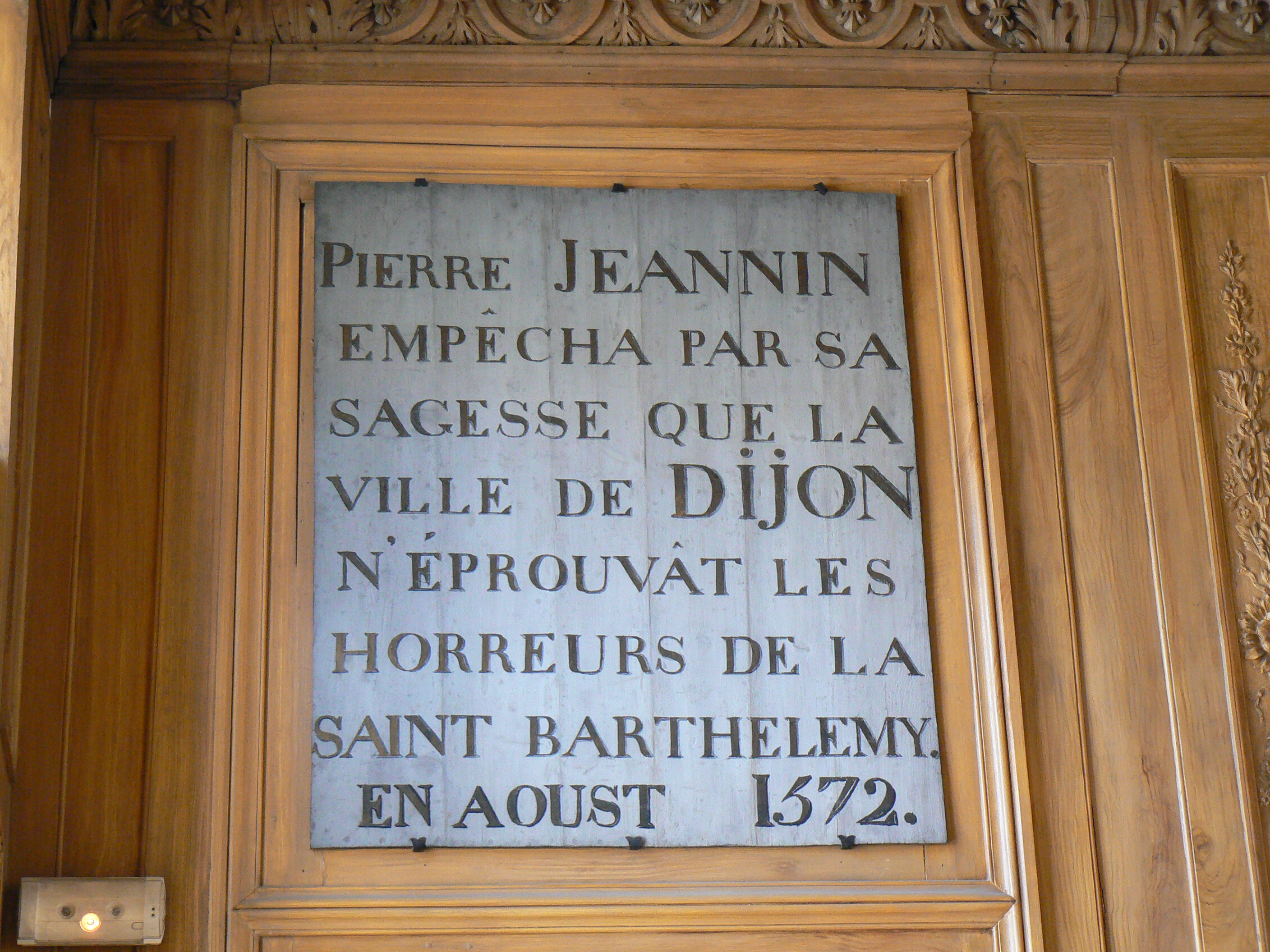
Pierre Jeannin empêcha par sa sagesse que la ville de Dijon n'éprouvât les horreurs de la Saint-Barthélemy en aoust 1572.

Pierre Jeannin, baron de Montjeu, connu sous le surnom de Président Jeannin, né Pierre Jamin vers 1540 à Autun, et mort le 22 mars 1623 à Chaillot, est un avocat français, président à mortier du Parlement de Bourgogne, ambassadeur de France aux Provinces-Unies, conseiller des rois Henri III, Henri IV et Louis XIII, surintendant des Finances.

## Biographie
Son père qui venait d'Alligny-en-Morvan, était un échevin qui exerçait le métier de tanneur, à Autun ; il ne dut qu'à son mérite d'arriver successivement aux premières charges de la magistrature, puis à la place de ministre du roi. Dans le temps de son élévation, un prince qui cherchait à l'embarrasser lui ayant demandé de qui il était le fils, il répondit : « de mes vertus ». Après avoir étudié le droit sous Cujas, Jeannin fut reçu avocat en 1569, et choisi en 1571 pour être conseiller aux États de Bourgogne. Un riche particulier, y ayant entendu un de ses discours, fut tellement charmé de la solidité de ses raisons et de son éloquence qu'il voulut l'avoir pour gendre.
Comme il s'informait en quoi consistaient ses ressources pécuniaires, Jeannin montrant sa tête et ses livres : « Voilà, dit-il, tout mon bien et toute ma fortune ». À l'époque du massacre de la Saint-Barthélemy, il fut appelé au conseil tenu chez le comte de Charny, lieutenant général de la province, qui venait de recevoir dans des instructions deux lettres écrites de la main de Charles IX contre les Protestants de cette province. Opinant le premier, comme le plus jeune et le moins qualifié, il représenta, dit P. Saumaise, auteur d'un éloge du président Jeannin, qu'il faut obéir lentement au souverain quand il commande en colère, et conclut d'envoyer demander au roi des lettres patentes avant d'exécuter des ordres aussi cruels : son avis détermina tous les suffrages.
Deux jours n'étaient pas écoulés, qu'un courrier apporta la défense d'entreprendre en aucune façon sur la vie et les biens des partisans de la religion réformée. Jeannin se rendit aux États de Blois comme député du tiers état de Dijon et fut l'un des deux orateurs qui portèrent la parole pour le tiers état du royaume. Ayant pénétré les vues ambitieuses et violentes de la maison de Guise, il fit tous ses efforts pour les traverser, mais la prévarication du député qui partageait avec lui les fonctions d'orateur fut cause qu'on adopta dans les états la proposition d'engager le roi à déclarer la guerre aux protestants.
Cependant le zèle extrême de Jeannin pour la religion catholique l'entraîna dans le parti des ligueurs, dans l'espoir de sauver l'État. Autorisé par ordre exprès de Henri III à rester auprès du duc de Mayenne, et admis aux plus intimes secrets de ce dernier, il cherchait sans cesse à le contenir et à faire appel à l'étranger. Sans lui et Villeroy, les États de Paris auraient précipité la France dans des malheurs irrémédiables. Henri III ayant été assassiné, son successeur Henri IV se vit obligé de reconquérir ses États sur ses propres sujets. La maison d'Autriche crut que le moment était venu de réaliser son rêve de monarchie universelle.
Chargé par un conseil de séditieux d'une mission pour Madrid, Jeannin n'eut pas de peine à reconnaître que, de part et d'autre, la religion était seulement un prétexte, et que Philippe II surtout n'y voyait qu'un moyen pour enlever la France à son roi légitime. Revenu de cette mission, il ne négligea rien pour réveiller dans tous les cœurs l'amour de la patrie, presque éteint par le fanatisme et la rébellion. Il fut à peu près le seul des ligueurs qui rejeta l'argent du roi d'Espagne, craignant d'être engagé à servir ce prince, au préjudice de son pays.
Il confondit aussi, par sa courageuse fermeté, les intrigues du duc de Savoie, et lui arracha la ville de Marseille, dont ce prince s'était rendu maître par surprise. Quand il fut question de traiter avec Mayenne, en 1595, Henri IV fit des avances au président Jeannin, qui après avoir cherché à modérer le chef de la ligue dans ses desseins ambitieux, lui restait fidèle dans ses dernières traverses. Comme Jeannin témoignait son étonnement des paroles flatteuses adressées par le roi à un vieux ligueur tel que lui : « Monsieur le président, lui dit Henri, j'ai toujours couru après les gens de bien, et je m'en suis bien trouvé ». La négociation marcha rapidement.
Henri III avait donné à Jeannin différentes places, et entre autres une charge de conseiller, puis en 1581, une place de président à mortier au Parlement de Bourgogne. Lorsque la bataille de Fontaine-Française eut porté le dernier coup à la ligue, Henri IV résolut de s'attacher tout à fait Jeannin, sachant bien qu'il aurait ainsi tout un conseil dans une seule tête. Contrairement aux affirmations de certains auteurs, Pierre Jeannin ne fut jamais nommé Premier président du Parlement de Bourgogne, la charge passa en 1610 de Denis Brulard de La Borde à son propre fils Nicolas Brulard ; Pierre Jeannin toucha d'ailleurs 60 000 livres à titre de retenue de la part de Nicolas Brulard.
Depuis ce temps, Jeannin ne quitta plus Henri IV, et partagea sa confiance, son amitié même, avec Sully, au point d'inspirer à l'illustre surintendant une jalousie qui perce dans ses mémoires, et le rend souvent injuste envers son rival. Du reste, dans les lettres concernant le service du roi, que Sully adressa au président Jeannin en diverses occasions, on trouve des éloges de la prudence et de la fermeté d'esprit de ce dernier. Le cardinal Bentivoglio dit de lui « qu'il l'entendit parler dans le conseil avec tant de vigueur et d'autorité qu'il lui sembla que toute la majesté du roi respirait dans son visage. »

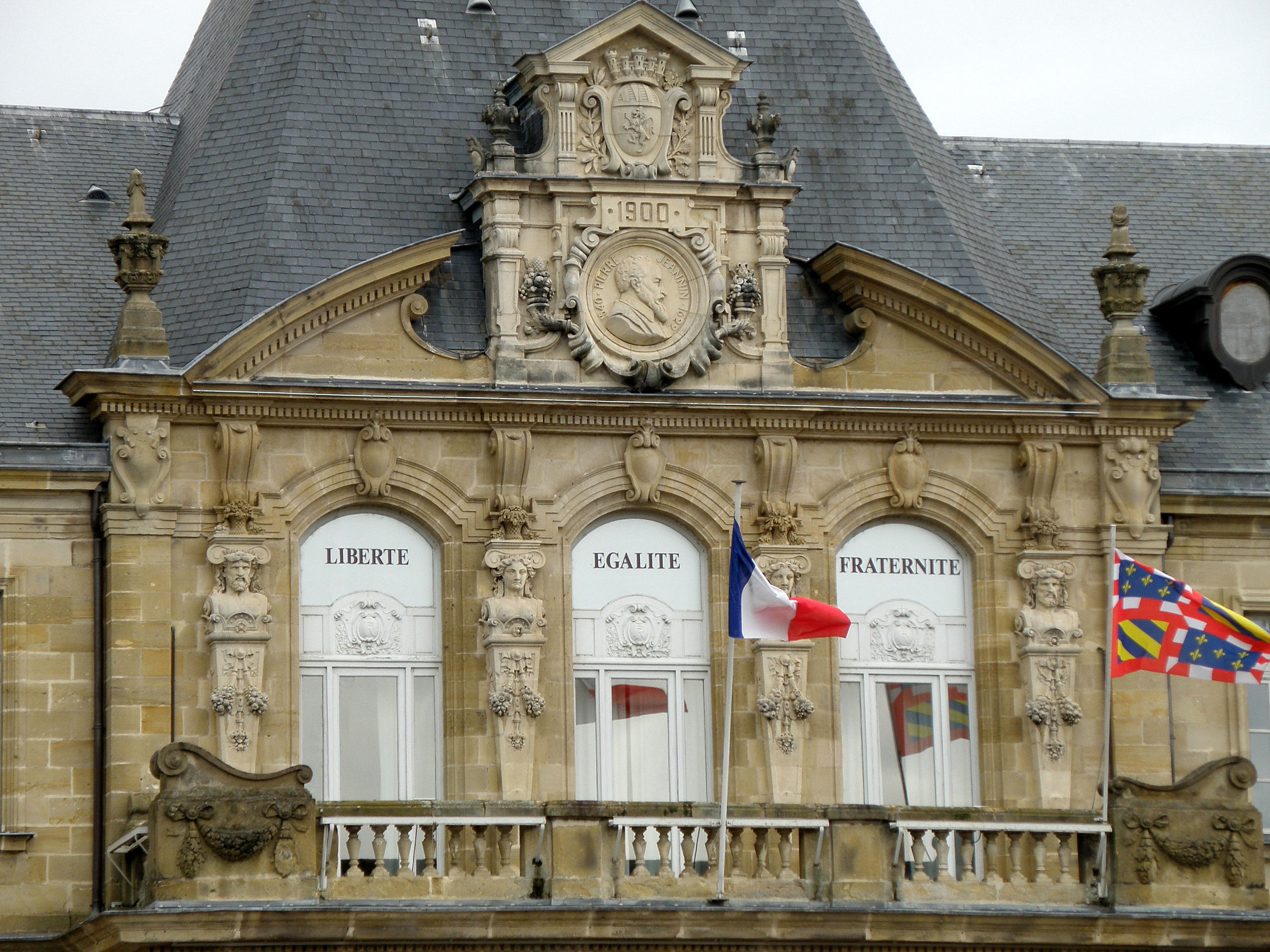
Effigie de Pierre Jeannin dans le fronton de l'hôtel de ville d’Autun.

Henri, se plaignant un jour à ses ministres que l'un d'eux avait révélé un secret de l'État, ajouta, en prenant la main du président Jeannin qui gardait un noble silence : « Je réponds pour le bon homme ; c'est à vous autres de vous examiner » Il fut un de ceux qui travaillèrent à la confection de l'édit de Nantes. Tous les historiens s'accordent à vanter son habileté extraordinaire pour les négociations étrangères, habileté supérieure à celle de Sully. Aux côtés de Nicolas Brulart de Sillery, il négocia le traité de Lyon, qui mit fin à la guerre franco-savoyarde en 1601. Le surintendant Sully, qui n'était pas fâché de saisir un moyen honorable de l'éloigner d'auprès du roi, contribua à lui faire donner des missions très importantes aux Provinces-Unies, dans les années 1607 et 1609. L'objet principal que l'envoyé de Henri eut à traiter fut la paix projetée entre les Provinces-Unies et l'Espagne, qui avait accepté plutôt que demandé la médiation de la France. Il ne parla que de trêve ; mais il en régla les conditions de manière à les rendre équivalentes aux solides avantages d'une paix. Par ce traité des Provinces-Unies, conclu en juin 1609, et dans lequel le roi d'Angleterre intervint aussi comme garant de l'exécution, Jeannin fut en quelque sorte le fondateur de cette république. Les états généraux remercièrent solennellement Henri IV de leur avoir envoyé un ministre si sage et si éclairé.
Quand le roi le revit à Fontainebleau, il l'embrassa, et le présentant à la reine, « Voyez-vous ce bon homme, lui dit-il, s'il arrive que Dieu dispose de moi, je vous prie de vous reposer sur la fidélité de Jeannin, et sur la passion. Je sais qu'il a du bien de mes peuples. »
On entendit ce monarque se reprocher « d'avoir toujours dit du bien de lui sans lui en faire » ce qui n'était pas toujours exactement vrai : car ce fut par l'ordre positif de Henri que Jeannin accepta les présents qui lui étaient offerts par les Provinces-Unies, et plus d'une fois il avait éprouvé les bienfaits du roi. Un jour, l'ambassadeur d'Espagne demandant à Henri IV quel était le caractère de ses ministres, afin de pouvoir traiter plus facilement avec eux, le roi dit de Jeannin : « Celui-ci ne me cache rien de ce qu'il pense, et il pense toujours juste. » Il lui avait donné l'ordre d'écrire l'histoire de son règne : nous n'en avons que la préface, qui est noble et pleine de sens. Après la mort de Henri et la retraite de Sully, Marie de Médicis se reposa sur Jeannin pour les plus grandes affairés de son royaume, et lui confia, avec toute l'épargne du bon roi, l'administration générale des finances.
Il rendit compte de sa gestion dans l'assemblée générale des états de 1614. Nous avons ce discours sous le titre de Propos tenus, etc. Les excellentes intentions de ce ministre, ses vues éclairées, furent contrariées par les Italiens que cette princesse avait auprès d'elle. On la vit même accorder l'éloignement de Jeannin à l'ardeur des sollicitations de la maréchale d'Ancre ; mais il reprit, en 1617, la place de surintendant, et parla au nom du roi en l'assemblée des notables, tenue à Rouen la même année. Il continua ses services avec zèle et fidélité jusqu'à sa mort, survenue à Paris le 22 mars 1623. Jeannin ne laissa que peu de fortune à sa famille, ce qui répond à toutes les accusations contre son intégrité.

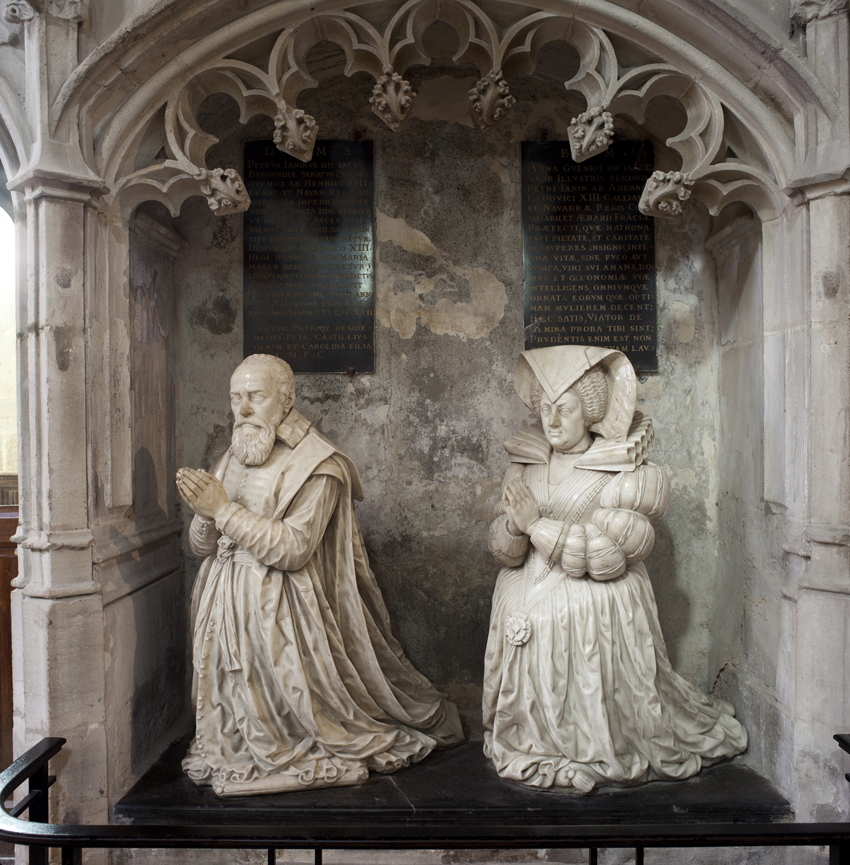
Statues funéraires de Pierre Jeannin et de sa femme Anne Guénot dans la cathédrale d’Autun.

Nous avons de lui ses Négociations, publiées à Paris, 1656, in-fol. par l'abbé de Castille, son petit-fils, et chez les Elzévirs, vol. in-12 ; en 1695, 4 vol. in-12, et plus récemment à Paris, 1819, 3 vol. in-8° avec portrait. Ce recueil est regardé comme le meilleur modèle que puissent prendre les politiques et les négociateurs : il servit d'instruction au cardinal de Richelieu, qui lisait les Négociations de Jeannin tous les jours dans sa retraite d'Avignon, trouvant, disait-il, sans cesse à y apprendre.
Outre l'Éloge publié par Pierre Saumaise, Dijon, 1623, in-4°, on peut consulter, dans les Antiquités d'Autun, celui qui a été fait par Thirotix. Enfin Guyton de Morveau en a donné un, qui a été imprimera Dijon en 1766, in-8° : il fait bien connaître ce personnage, parce que l'auteur a puisé dans les bonnes sources ; mais l'emphase de ce discours ne peut qu'ajouter aux préventions contre le genre des panégyriques commandés par des académies.
On trouve encore les Négociations du président Jeannin dans la collection des Mémoires relatifs à l'histoire de France publiée par MM. Michaud et Poujoulat, avec une notice assez complète sur leur auteur par M. Séverin Foisset. Elles forment, avec les autres œuvres du président Jeannin, le tome 4 de la série, Paris, 1837, grand- in-8°. M. de Mongis, procureur général à la cour impériale de Dijon, a prononcé à la rentrée.
La rue Jeannin, située dans le centre historique de Dijon, porte son nom.

## Postérité
Sa fille unique Charlotte Jeannin († 1640) épouse en 1603 Pierre de Castille (v. 1581-1629 ; d'une famille parisienne de marchands et de robe ; contrôleur général des Finances en 1619-1623), dont : 
- Charlotte de Castille († 1659), mariée 1° en 1620 à Charles Chabot († 1622), dit le comte de Charny, petit-fils de François Chabot († 1599), puis 2° en 1623 au malheureux Chalais
- Pierre de Castille, parlementaire
- Nicolas de Castille († 1658), abbé de St-Bénigne, de St-Marien et de St-Martin
- Nicolas Jeannin de Castille († 1691), qui relève le nom de son grand-père maternel, baron de Chagny et marquis de Montjeu, sire du Petit-Montjeu, maître des requêtes au Parlement, conseiller d'État, trésorier de l'Épargne, commandeur-secrétaire-greffier des ordres du roi ; x 1636 Claude, fille de Gaspard III de Fieubet, dont : 
  - Gaspard Jeannin de Castille († 1688), marquis de Montjeu, baron de Chagny, sgr. du Petit-Montjeu, conseiller au Parlement de Metz ; x 1678 Louise-Diane († 1717), fille de Nicolas Dauvet des Marets (lui-même petit-fils du chancelier Nicolas Brulart ; cf. le site Geneanet : Généalogie André Decloitre), d'où : 
    - Marie-Louise-Chrétienne Jeannin de Castille (1679-1736), x 1705 Anne-Marie-Joseph de Lorraine (de Guise d'Elbeuf), prince de Guise et comte d'Harcourt : Postérité (le duc de Richelieu et Anne-Louise-Marie de Beauvau-Craon sont leurs arrière-petits-enfants)
- Henri de Castille († 1670), abbé de St-Marien et de St-Martin
- trois religieuses au Pont-aux-Dames : Anne de Castille ; Elisabeth de Castille ; Angélique de Castille.

## Armoiries
Pierre Jeannin porte : « cercle bridet chevauchet d'une flamme d'or ».

## Publications
- Les Négociations de Monsieur le Président Jeannin. Paris chez Pierre Le Petit 1656. Ces mémoires sont surtout importants pour la fin du XVIe siècle et le règne de Henri IV. On peut néanmoins les consulter à propos des États généraux de 1614, de l'assemblée des notables de 1617, des différends survenus entre Marie de Médicis et Louis XIII